# Hryzely
Hryzely jsou vesnice, část obce Barchovice v okrese Kolín. Nachází se asi 1,3 km na jihovýchod od Barchovic. Východním okrajem vsi protéká řeka Výrovka, která je levostranným přítokem Labe. Hryzely je také název katastrálního území o rozloze 2,8 km².

## Historie
První písemná zmínka o vesnici pochází z roku 1316.
V letech 1869–1880 byla vesnice součástí obce Bohouňovice, v letech 1890–1950 samostatnou obcí a od roku 1961 se vesnice stala součástí obce Barchovice.

## Obyvatelstvo
| Rok            | 1869 | 1880 | 1890 | 1900 | 1910 | 1921 | 1930 | 1950 | 1961 | 1970 | 1980 | 1991 | 2001 | 2011 | 2021 |
| -------------- | ---- | ---- | ---- | ---- | ---- | ---- | ---- | ---- | ---- | ---- | ---- | ---- | ---- | ---- | ---- |
| Počet obyvatel | 216  | 214  | 238  | 217  | 223  | 210  | 193  | 117  | 92   | 74   | 54   | 38   | 47   | 61   | 51   |
| Počet domů     | 35   | 34   | 37   | 37   | 37   | 37   | 39   | 45   | 29   | 30   | 22   | 32   | 33   | 26   | 37   |

## Pamětihodnosti
Jižně od vesnice se nachází pozůstatky rozsáhlého slovanského hradiště zvaného též Na Starých šancích.